# Anophtalmotes
Anophtalmotes is een geslacht van rechtvleugeligen uit de familie krekels (Gryllidae). De wetenschappelijke naam van dit geslacht is voor het eerst geldig gepubliceerd in 1995 door Desutter-Grandcolas.

## Soorten
Het geslacht Anophtalmotes omvat de volgende soorten:
- Anophtalmotes falconensis Desutter-Grandcolas, 1995
- Anophtalmotes hubbelli Desutter-Grandcolas, 1995
- Anophtalmotes pegnai Desutter-Grandcolas, 1995